# Thermoplasma volcanium
A Thermoplasma volcanium a Thermoplasma nembe tartozó Archaea faj. Az archeák – ősbaktériumok – egysejtű, sejtmag nélküli prokarióta szervezetek. Számos T. volcanium törzset izoláltak szolfatára mezőkön az egész világon. Erősen ostorozott, mozgékony, termoacidofil, fakultatív anaerob és organotróf. Genomját szekvenálták.